# فردریش آگوست فون فینک
فردریش آگوست فون فینک (انگلیسی: Friedrich August von Finck; ۲۵ نوامبر ۱۷۱۸ – ۲۲ فوریهٔ ۱۷۶۶) افسر اهل آلمان بود.